# 토니 라모스
토니 라모스(Tony Ramos, 1948년 8월 25일 ~ )는 브라질의 배우이다.